# Liwonde Mvuu Camp Airport
Liwonde Mvuu Camp Airport är en flygplats i Malawi. Den ligger i regionen Southern Region, i den sydöstra delen av landet, i Liwonde nationalpark. Liwonde Mvuu Camp Airport ligger 488 meter över havet. Flygplatsen ligger söder om Malombesjön och öster om floden Shire.
Terrängen runt Liwonde Mvuu Camp Airport är platt, och sluttar västerut. Omgivningarna runt Liwonde Mvuu Camp Airport är huvudsakligen savann.